# پل بنت (بازیکن فوتبال، زاده ۱۹۵۲)
پل بنت (انگلیسی: Paul Bennett؛ زادهٔ ۴ فوریهٔ ۱۹۵۲) بازیکن فوتبال اهل بریتانیا است.
از باشگاه‌هایی که در آن بازی کرده‌است می‌توان به باشگاه فوتبال ساوت‌همپتون و باشگاه فوتبال ریدینگ اشاره کرد.